# Liste des députés de l'Oise
 (mai 2025).
Cet article est une liste des députés élus dans le département de l'Oise.

## VeRépublique(Assemblée nationale)

### XVIIelégislature(2024- )
| Circ. | Député                  | Parti | Parti | Autres mandats                                      | Suppléant             |
| ----- | ----------------------- | ----- | ----- | --------------------------------------------------- | --------------------- |
| 1re   | Mme Claire Marais-Beuil |       | RN    |                                                     | M. Pascal Robert      |
| 2e    | M. Philippe Ballard     |       | RN    | Conseiller régional d'Île-de-France                 | Mme Isabelle Lescalle |
| 3e    | M. Alexandre Sabatou    |       | RN    |                                                     | M. Jonathan Verbeken  |
| 4e    | M. Éric Woerth          |       | LREM  | Ancien ministre des gouvernements Fillon (1) et (2) | Mme Véronique Ludmann |
| 5e    | M. Frédéric-Pierre Vos  |       | RN    | Conseiller municipal de Compiègne                   | M. Brice Hamard       |
| 6e    | M. Michel Guiniot       |       | RN    | Conseiller régional des Hauts-de-France             | M. Bruno Huygebaert   |
| 7e    | M. David Magnier        |       | RN    |                                                     | M. Mirko Patin        |

### XVIelégislature(2022-2024)
| Circ. | Député                    | Parti | Parti | Autres mandats                          | Suppléant             |
| ----- | ------------------------- | ----- | ----- | --------------------------------------- | --------------------- |
| 1re   | M. Victor Habert-Dassault |       | LR    |                                         | Mme Nicole Cordier    |
| 2e    | M. Philippe Ballard       |       | RN    | Conseiller régional d'Île-de-France     | M. Sébastien Turin    |
| 3e    | M. Alexandre Sabatou      |       | RN    |                                         | Mme Laëtitia Paoletti |
| 4e    | M. Éric Woerth            |       | LREM  |                                         | Mme Véronique Ludmann |
| 5e    | M. Pierre Vatin           |       | LR    | Conseiller municipal de Compiègne       | Mme Danielle Carlier  |
| 6e    | M. Michel Guiniot         |       | RN    | Conseiller régional des Hauts-de-France | M. Vincent Gaffé      |
| 7e    | M. Maxime Minot           |       | LR    | Conseiller départemental de l'Oise      | Mme Térésa Dias       |

### XVelégislature(2017-2022)
| Circ. | Député                    | Parti | Parti        | Autres mandats                                                                   | Suppléant              |
| ----- | ------------------------- | ----- | ------------ | -------------------------------------------------------------------------------- | ---------------------- |
| 1re   | M. Olivier Dassault       |       | LR           | Mort accidentellement le 7 mars 2021.                                            | M. Olivier Paccaud     |
| 1re   | M. Victor Habert-Dassault |       | LR           | Élu le 7 juin 2021, à la suite d'une élection anticipée. Il succède à son oncle. | Mme Nicole Cordier     |
| 2e    | Mme Agnès Thill           |       | LREM puis SE |                                                                                  | M. Patrick Fizet       |
| 3e    | M. Pascal Bois            |       | LREM         | Conseiller municipal de Chambly                                                  | Mme Isabelle Blanchard |
| 4e    | M. Éric Woerth            |       | LR           | Maire de Chantilly, ancien ministre des gouvernements Fillon (1) et (2)          | M. Jean-Marc Simon     |
| 5e    | M. Pierre Vatin           |       | LR           | Conseiller municipal de Compiègne                                                | M. Lucien Degauchy     |
| 6e    | Mme Carole Bureau-Bonnard |       | REM          | Maire-Adjointe de Noyon                                                          | M. Christian Jasko     |
| 7e    | M. Maxime Minot           |       | LR           | Maire d'Etouy                                                                    | M. Édouard Courtial    |

### XIVelégislature(2012-2017 )
| Circonscription     | Identité                | Parti | Autres mandats                                                                                          | Suppléant             |
| ------------------- | ----------------------- | ----- | --- | --------------------- |
| 1re circonscription | M. Olivier Dassault     | UMP   | | Olivier Paccaud       |
| 2e circonscription  | M. Jean-François Mancel | UMP   | Conseiller général du canton de Noailles, conseiller municipal de Novillers-les-Cailloux                | Nadège Lefèbvre       |
| 3e circonscription  | M. Michel Françaix      | PS    | Maire de Chambly                                                                                        | Jean-Claude Villemain |
| 4e circonscription  | M. Éric Woerth          | UMP   | Maire de Chantilly, ancien ministre du Gouvernement Fillon (1) et du Gouvernement Fillon (2)            | Jean-Marc Simon       |
| 5e circonscription  | M. Lucien Degauchy      | UMP   | Maire de Courtieux, conseiller général du canton d'Attichy                                              | Danielle Carlier      |
| 6e circonscription  | M. Patrice Carvalho     | FG    | Maire de Thourotte                                                                                      | Thierry Frau          |
| 7e circonscription  | M. Édouard Courtial     | UMP   | Maire d'Agnetz, ancien secrétaire d'état du Gouvernement Fillon (3), président du département de l'Oise | Dominique Le Sourd    |

### XIIIelégislature(2007-2012 )
| Circonscription     | Identité                                                           | Parti | Autres mandats                                                                               | Suppléant(e)           |
| ------------------- | ------------------------------------------------------------------ | ----- | -------------------------------------------------------------------------------------------- | ---------------------- |
| 1re circonscription | M. Olivier Dassault                                                | UMP   |                                                                                              | Olivier Paccaud        |
| 2e circonscription  | M. Jean-François Mancel                                            | UMP   | Conseiller général du canton de Noailles, conseiller municipal de Novillers-les-Cailloux     | Martine Borgoo         |
| 3e circonscription  | M. Michel Françaix                                                 | PS    | Maire de Chambly                                                                             | Jean-Claude Villemain  |
| 4e circonscription  | M. Éric Woerth                                                     | UMP   | Maire de Chantilly, ancien ministre du Gouvernement Fillon (1) et du Gouvernement Fillon (2) | Christian Patria       |
| 5e circonscription  | M. Lucien Degauchy                                                 | UMP   | Maire de Courtieux, conseiller général du canton d'Attichy                                   | Danielle Carlier       |
| 6e circonscription  | M. François-Michel Gonnot                                          | UMP   | Adjoint au maire de Compiègne                                                                | Gérard Deguise         |
| 7e circonscription  | Édouard Courtial nommé membre du gouvernement le 28 septembre 2011 | UMP   |                                                                                              | Mme Dominique Le Sourd |

### XIIelégislature(2002-2007)
| Circonscription     | Identité                  | Parti | Autres mandats                                                                           | Suppléant(e)          |
| ------------------- | ------------------------- | ----- | ---------------------------------------------------------------------------------------- | --------------------- |
| 1re circonscription | M. Olivier Dassault       | UMP   |                                                                                          | Patrice Fontaine      |
| 2e circonscription  | M. Jean-François Mancel   | UMP   | Conseiller général du canton de Noailles, conseiller municipal de Novillers-les-Cailloux | Martine Borgoo        |
| 3e circonscription  | M. Michel Françaix        | PS    | Maire de Chambly                                                                         | Jean-Claude Villemain |
| 4e circonscription  | M. Éric Woerth            | UMP   | Maire de Chantilly                                                                       | Christian Patria      |
| 5e circonscription  | M. Lucien Degauchy        | UMP   | Maire de Courtieux, conseiller général du canton d'Attichy                               | Danielle Carlier      |
| 6e circonscription  | M. François-Michel Gonnot | UMP   | Adjoint au maire de Compiègne                                                            | Philippe Lemaire      |
| 7e circonscription  | M. Édouard Courtial       | UMP   | Maire d'Agnetz                                                                           | Nathalie Bresson      |

### XIelégislature(1997-2002)
| Circonscription     | Identité              | Parti | Autres mandats                                             | Suppléant(e)                          |
| ------------------- | --------------------- | ----- | ---------------------------------------------------------- | ------------------------------------- |
| 1re circonscription | M. Yves Rome          | PS    | Maire de Bailleul-sur-Thérain, Conseiller général          | Patrick Koster                        |
| 2e circonscription  | Mme Béatrice Marre    | PS    |                                                            | Hervé Joron (décédé en 2000)          |
| 3e circonscription  | M. Michel Françaix    | PS    | Maire de Chambly                                           | Jean-Claude Villemain                 |
| 4e circonscription  | M. Arthur Dehaine     | RPR   |                                                            | Éric Woerth                           |
| 5e circonscription  | M. Lucien Degauchy    | RPR   | Maire de Courtieux, conseiller général du canton d'Attichy | Michel Mahieux                        |
| 6e circonscription  | M. Patrice Carvalho   | PCF   | Conseiller général                                         | Jacques Desmoulin                     |
| 7e circonscription  | M. Jean-Pierre Braine | PS    | Conseiller général, Maire de Saint-Just-en-Chaussée        | André Vantomme (élu Sénateur en 2001) |

### Xelégislature(1993-1997)
| Circonscription     | Identité                  | Parti | Autres mandats                                             |                         |
| ------------------- | ------------------------- | ----- | ---------------------------------------------------------- | ----------------------- |
| 1re circonscription | M. Olivier Dassault       | RPR   | Conseiller général, Conseiller municipal de Beauvais       | Patrice Fontaine        |
| 2e circonscription  | M. Jean-François Mancel   | RPR   | Président du Conseil Général                               | Isabelle Loeung-Beirens |
| 3e circonscription  | M. Ernest Chénière        | RPR   |                                                            | Jacques Pinsson         |
| 4e circonscription  | M. Arthur Dehaine         | RPR   |                                                            | Yves Pingeot            |
| 5e circonscription  | M. Lucien Degauchy        | RPR   | Maire de Courtieux, conseiller général du canton d'Attichy | Michel Mahieux          |
| 6e circonscription  | M. François-Michel Gonnot | UDF   |                                                            | Jean-Claude Pascual     |
| 7e circonscription  | M. Jean-Pierre Braine     | PS    | Conseiller général, Maire de Saint-Just-en-Chaussée        | André Vantomme          |

### IXelégislature(1988-1993)
| Circonscription     | Identité                              | Parti   | Autres mandats                                       | Suppléant(e)         |
| ------------------- | ------------------------------------- | ------- | ---------------------------------------------------- | -------------------- |
| 1re circonscription | M. Guy Desessart élection invalidée   | DVD     |                                                      | Joseph Cueff         |
| 1re circonscription | M. Olivier Dassault élu le 19/09/1988 | RPR     | Conseiller général, Conseiller municipal de Beauvais |                      |
| 2e circonscription  | M. Jean-François Mancel               | RPR     | Président du Conseil Général                         | Michel Gorin (UDF)   |
| 3e circonscription  | M. Jean Anciant                       | PS      | Maire de Creil                                       | Danielle Carlier     |
| 4e circonscription  | M. Arthur Dehaine                     | RPR     |                                                      | Yves Pingeot         |
| 5e circonscription  | M. Lionel Stoléru                     | UDF-RAD |                                                      | Michel Françaix (PS) |
| 5e circonscription  | M. Michel Françaix                    | PS      | (son suppléant, à partir du 12 juin 1988)            |                      |
| 6e circonscription  | M. François-Michel Gonnot             | UDF     |                                                      | Charles Poggioli     |
| 7e circonscription  | M. Jean-Pierre Braine                 | PS      | Conseiller général, Maire de Saint-Just-en-Chaussée  | André Vantomme       |

### VIIIelégislature(1986-1988)
M. Jean Anciant, PS, Maire de Creil
M. Roland Florian, PS
M. Guy Vadepied, PS, Maire de Méru
M. Robert Hersant, UDF
M. Jean-François Mancel, RPR
M. Marcel Dassault, RPR 
décédé le 18 avril 1986, remplacé par M. Arthur Dehaine, RPR
M. Pierre Descaves, FN

### VIIelégislature(1981-1986)
| Circonscription     | Identité              | Parti | Autres mandats                  |                    |
| ------------------- | --------------------- | ----- | ------------------------------- | ------------------ |
| 1re circonscription | M. Marcel Dassault    | RPR   |                                 | Guy Desessart      |
| 2e circonscription  | M. Roland Florian     | PS    |                                 | Michel Lemaire     |
| 3e circonscription  | M. Jean-Pierre Braine | PS    | Maire de Saint-Just-en-Chaussée | Jean-Luc Pingrenon |
| 4e circonscription  | M. Jean Anciant       | PS    | Maire de Creil                  | Monique Dreux      |
| 5e circonscription  | M. Guy Vadepied       | PS    | Maire de Méru                   | Henri Bonan        |

### VIelégislature(1978-1981)
| Circonscription     | Identité                | Parti | Autres mandats                                 | Suppléant(e)  |
| ------------------- | ----------------------- | ----- | ---------------------------------------------- | ------------- |
| 1re circonscription | M. Marcel Dassault      | RPR   |                                                | Guy Desessart |
| 2e circonscription  | M. Roland Florian       | PS    | Maire de Ribécourt                             | Robert Prayez |
| 3e circonscription  | M. Raymond Maillet      | PCF   | Conseiller général, maire de Monchy-Saint-Éloi | Annie Salomon |
| 4e circonscription  | M. Arthur Dehaine       | RPR   | Maire de Senlis                                | Jean Descomps |
| 5e circonscription  | M. Jean-François Mancel | RPR   |                                                | André Bonal   |

### Velégislature(1973-1978)
| Circonscription     | Identité                                | Parti | Autres mandats | Suppléant(e)       |
| ------------------- | --------------------------------------- | ----- | -------------- | ------------------ |
| 1re circonscription | M. Marcel Dassault                      | UDR   |                | Jean-Pierre Jordan |
| 2e circonscription  | M. Edmond Nessler                       | UDR   |                | Pierre Dubois      |
| 3e circonscription  | M. Robert Hersant                       | CDP   |                | ?                  |
| 4e circonscription  | M. René Quentier décédé le 18/11/1976   | UDR   |                | Arthur Dehaine     |
| 5e circonscription  | M. François Bénard décédé le 01/03/1978 | UDR   |                | Michel Commelin    |

### IVelégislature(1968-1973)
| Circonscription     | Identité           | Parti | Autres mandats | Suppléant(e)                       |
| ------------------- | ------------------ | ----- | -------------- | ---------------------------------- |
| 1re circonscription | M. Marcel Dassault | UDR   |                | Pierre Jacoby décédé le 25/09/1972 |
| 2e circonscription  | M. Edmond Nessler  | UDR   |                | Pierre Dubois                      |
| 3e circonscription  | M. Robert Hersant  | PDM   |                | André Boussemart                   |
| 4e circonscription  | M. René Quentier   | UDR   |                | Roger Duterne                      |
| 5e circonscription  | M. François Bénard | UDR   |                | Michel Commelin                    |

### IIIelégislature(1967-1968)
| Circonscription     | Identité           | Parti | Autres mandats | Suppléant(e)        |
| ------------------- | ------------------ | ----- | -------------- | ------------------- |
| 1re circonscription | M. Marcel Dassault | UDR   |                | Pierre Jacoby       |
| 2e circonscription  | M. Edmond Nessler  | UDR   |                | Pierre Dubois       |
| 3e circonscription  | M. Robert Hersant  | PDM   |                | ?                   |
| 4e circonscription  | M. René Quentier   | UDR   |                | Jacques de Kersaint |
| 5e circonscription  | M. François Bénard | UDR   |                | Michel Commelin     |

### IIelégislature(1962-1967)
| Circonscription     | Identité           | Parti | Autres mandats | Suppléant(e)        |
| ------------------- | ------------------ | ----- | -------------- | ------------------- |
| 1re circonscription | M. Marcel Dassault | UNR   |                | Jean Natali         |
| 2e circonscription  | M. Edmond Nessler  | UNR   |                | Michel Marteau      |
| 3e circonscription  | M. Robert Hersant  | PDM   |                | ?                   |
| 4e circonscription  | M. René Quentier   | UNR   |                | Jacques de Kersaint |
| 5e circonscription  | M. François Bénard | UNR   |                | Michel Commelin     |

### Irelégislature(1958-1962)
| Circonscription     | Identité           | Parti   | Autres mandats                       | Suppléant(e)        |
| ------------------- | ------------------ | ------- | ------------------------------------ | ------------------- |
| 1re circonscription | M. Marcel Dassault | UNR     |                                      | Jean Natali         |
| 2e circonscription  | M. Jean Legendre   | CNIP    |                                      | André Defoulcy      |
| 3e circonscription  | M. Robert Hersant  | Radical | Conseiller général, maire de Ravenel | Robert Strauss      |
| 4e circonscription  | M. René Quentier   | UNR     | Conseiller général                   | Jacques de Kersaint |
| 5e circonscription  | M. François Bénard | UNR     | Président du Conseil général         | Michel Commelin     |

## IVeRépublique(Assemblée nationale)

### IIIelégislature(1956-1958)
M. André Mercier, PCF
M. Marcel Mérigonde, SFIO
M. Robert Hersant, Rad
M. François Bénard, RGR
M. Jean Legendre, IPAS

### IIeLégislature(1951-1956)
M. André Mercier, PCF
M. Amand Brault, PCF
M. Jean Legendre, RPF
M. Pierre Patria, RPF
M. Louis Prache, RPF

### IreLégislature(1946-1951)
M. André Mercier, PCF
M. Amand Brault, PCF
M. Jean Biondi, SFIO, décédé le 10 novembre 1950, remplacé par M. Etienne Weill-Raynal, SFIO
M. Eugène Delahoutre, MRP
M. Jean Legendre, PRL

## Gouvernement provisoire (Assemblée nationale constituante)

### Deuxième Constituante (juin-novembre 1946)
M. André Mercier, PCF
M. Amand Brault, PCF
M. Jean Biondi, SFIO
M. Eugène Delahoutre, MRP
M. Jean Legendre, PRL

### Première Constituante (1945-1946)
Mme Jeanne Léveillé, PCF
M. André Mercier, PCF
M. Jean Biondi, SFIO
M. Eugène Delahoutre, MRP
M. Jean Legendre, PRL

## IIIeRépublique(Chambre des députés)

### XVIelégislature(1936-1940)
M. Jean Biondi, SFIO
M. Jean Vassal, SFIO
M. André Mellenne, Rad
M. Armand Dupuis, Rad
M. Raoul Aubaud, Rad
M. Jammy Schmidt, Rad

### XVelégislature(1932-1936)
- Senlis-1 : M. Jean Vassal, SFIO

- Senlis-2 : M. Georges Chauvel, Gauche indépendante, invalidé le 17 novembre 1932, remplacé par M. Jules Uhry, SFIO, élu le 22 janvier 1933, décédé le 13 février 1936, non remplacé

- Clermont : M. Armand Dupuis, Rad

- Beauvais-2 : M. Raoul Aubaud, Rad

- Beauvais-1 : M. Jammy Schmidt, Rad

- Compiègne : M. Marie-Joseph Charles des Acres de l'Aigle, Centre Républicain, décédé le 11 septembre 1935, remplacé par M. André Mellenne, Rad, élu le 3 novembre 1935

### XIVelégislature(1928-1932)
Les élections législatives furent au scrutin d'arrondissement majoritaire à deux tours de 1928 à 1936.
- Senlis-2 : M. Jules Uhry, SFIO

- Senlis-1 : M. Jean Vassal, SFIO

- Beauvais-2 : M. Raoul Aubaud, Rad

- Beauvais-1 : M. Jammy Schmidt, Rad

- Clermont : M. Désiré Bouteille, URD

- Compiègne : M. Robert Fournier-Sarlovèze, URD

Source : Élections législatives 22-29 avril 1928 de Georges Lachapelle - https://gallica.bnf.fr/ark:/12148/bpt6k320439r.texteImage#

### XIIIelégislature(1924-1928)
Les élections législatives de 1924 furent organisées au scrutin proportionnel de liste. Elles marquèrent au niveau national national la victoire du "Cartel des gauches".
Liste du Cartel des Gauches
- M. André Paisant, Groupe Républicain socialiste et socialiste français, Vice-Président du Conseil général
- M. Jammy Schmidt, Rad, Conseiller général, maire de Crèvecœur-le-Grand
- M. Paul-Édouard Vasseux, Gauche radicale, Vice-Président du Conseil général
- M. Jules Uhry, SFIO, Conseiller général, maire de Creil

Liste d'Union républicaine et de concorde nationale
- M. Robert Fournier-Sarlovèze, URD, Conseiller général, maire de Compiègne
- M. Désiré Bouteille, URD, Conseiller général, conseiller municipal de Clermont

Source : Barodet sur le site de l'Assemblée Nationale - https://bibnum.sciencespo.fr/s/catalogue/ark:/46513/sc16m1m0#?c=&m=&s=&cv=

### XIIelégislature(1919-1924)
Les élections législatives de 1919 furent organisées au scrutin proportionnel de liste. Elles marquèrent au niveau national la victoire du "Bloc national" de centre-droit.
Liste d'Union républicaine nationale
- M. Victor Delpierre, ERD, élu Sénateur le 22 janvier 1920
- M. Robert Fournier-Sarlovèze, ERD
- M. Désiré Bouteille, ERD
- M. Charles-Olivier Hucher, ERD, décédé le 19 janvier 1921

Liste d'union républicaine radicale et radicale-socialiste
- M. André Paisant, Gauche républicaine démocratique

Liste du parti socialiste
M. Jules Uhry, SFIO
Élection partielle du 1er mai 1921
- M. Jammy Schmidt, Rad
- M. Cyprien Desgroux, Rad

Source : Barodet, sur le site de l'Assemblée Nationale - https://bibnum.sciencespo.fr/s/catalogue/ark:/46513/sc16m2kz#?c=&m=&s=&cv=

### XIelégislature(1914-1919)
- Senlis-2 : M. Georges Decroze, Rad

- Clermont : M. Victor Delpierre, Rad

- Beauvais-2 : M. Félix Bouffandeau, Rad

- Compiègne : M. Octave Butin, Gauche radicale

- Senlis-1 : M. André Paisant, Union républicaine radicale et socialiste

- Beauvais-1 : M. Louis Deshayes, Rad

Sources : Journal Le Temps du 28 avril et du 12 mai 1914 sur Gallica - ,.

### Xelégislature(1910-1914)
- Clermont : M. Victor Delpierre, Radical socialiste

- Beauvais-2 : M. Félix Bouffandeau, Radical socialiste

- Senlis-1 : M. Gustave Chopinet, Gauche radicale

- Compiègne : M. Robert Fournier-Sarlovèze, Républicain progressiste

- Beauvais-1 : M. Charles-Olivier Hucher, Républicain progressiste

- Senlis-2 : M. Robert Heuzé, Indépendant (progressiste)

Sources : Journal Le Temps du 24 avril et du 8 mai 1910 sur Gallica - ,.

### IXelégislature (1906-1910)
- Compiègne : M. Octave Butin, Républicain (Gauche radicale)

- Beauvais-1 : M. Théodore Baudon, Rad

- Clermont : M. Victor Delpierre, Rad

- Beauvais-2 : M. Félix Bouffandeau, Rad

- Senlis-1 : M. Gustave Chopinet, Républicain (Gauche radicale)

- Senlis-2 : M. Jules Gaillard, Action libérale (Républicain progressiste)

Sources : Journal Le Temps du 6 et du 22 mai 1906 sur Gallica - ,.

### VIIIelégislature(1902-1906)
- Beauvais-1 : M. Théodore Baudon, Rad

- Compiègne : Le Colonel Auguste Bougon, Nationaliste, invalidé le 30 juin 1902, battu, à la suite d'une partielle par M. Ernest Noël, Républicain modéré

- Senlis-2 : M. Jules Gaillard, Action libérale

- Beauvais-2 : M. Charles Haudricourt, Républicain modéré

- Clermont : M. Paul Duquesnel, Républicain modéré

- Senlis-1 : M. Georges Audigier, Républicain modéré

Source : journal Le Temps du 29 avril et du 13 mai 1902 sur Gallica,.

### VIIelégislature(1898-1902)
- Beauvais-1 : M. Théodore Baudon, Radical

- Senlis-1 : M. Gustave Chopinet, Radical

- Clermont : M. Armand Rendu, Radical

- Compiègne : M. Ernest Noël, Républicain

- Beauvais-2 : M. Émile Chevallier, Républicain

- Senlis-2 : M. Jules Gaillard, Républicain

Source : journal Le Temps du 10 mai et du 24 mai 1898 sur Gallica,.

### VIelégislature(1893 - 1898)
- Beauvais-2 : M. Émile Chevallier, Républicain

- Beauvais-1 : M. Charles Boudeville, Radical, décédé en 1895, remplacé par Maximilien Lesage décédé en 1897, remplacé par Théodore Baudon,  Radical

- Compiègne : M. Ernest Noël, Républicain

- Senlis :  M. Jules Gaillard, Républicain

- Clermont : M. Gustave Hainsselin, Républicain

Source : journal Le Temps du 22 août et du 5 septembre 1893 sur Gallica,.

### Velégislature(1889 - 1893)
- Compiègne : M. Robert des Acres de L'Aigle, Monarchiste

- Senlis : M. Jules Gaillard, Républicain

- Beauvais-1 : M. Alexis Delaunay, Républicain

- Clermont : M. Gustave Hainsselin, Républicain

- Beauvais-1 : M. Charles Boudeville, Radical

Source : journal Le Temps du 24 septembre et du 8 octobre 1889 sur Gallica,.

### IVelégislature(1885 - 1889)
M. Albert Duchesne
M. Robert des Acres de L'Aigle
M. Antoine Just Léon Marie de Noailles
M. Alexandre Genet de Chatenay
M. Léon Emmanuel Martin
M. Théophile-Léon Chevreau

### IIIelégislature(1881 - 1885)
M. Edmond Robert
M. Franck Chauveau
M. Théophile-Léon Chevreau
M. Louis Levavasseur
M. Charles Boudeville

### IIelégislature(1877 - 1881)
M. Franck Chauveau
M. Aimé de Cossé-Brissac
M. Théophile-Léon Chevreau
M. Delphe-Auguste Labitte invalidé, remplacé par Louis Levavasseur
M. Charles Boudeville

### Irelégislature(1876 - 1877)
M. Louis Sébert décédé en 1876, remplacé par Franck Chauveau
M. Antoine Just Léon Marie de Noailles
M. Théophile-Léon Chevreau
M. Louis Levavasseur
M. François-Ernest Dutilleul

### Assemblée nationale (1871 - 1876)
M. Albert Desjardins, Centre droit
M. Augustin de Mornay, Centre droit
M. Henri d'Orléans, Duc d'Aumale, Centre droit
M. Delphe-Auguste Labitte, Union des droites
M. Michel Nicolas Gérard, Centre gauche
M. Ulric Perrot, Centre droit, décédé le 15 mai 1874, remplacé par Antoine Mouchy de Noailles de Poix, Appel au peuple (Bonapartiste)
M. Henri des Acres de L'Aigle, Centre droit, décédé le 2 décembre 1875, non remplacé
M. Louis-Gabriel-César de Kergorlay, Union des droites
M. Émile Leroux, Centre droit, décédé le 20 août 1872

## Second Empire

### Irelégislature(1852-1857)
- Charles Philippe Henri de Noailles nommé sénateur en 1852, remplacé par Émile Bourrée de Corberon
- Charles Godard d'Aucour de Plancy
- Théodore Eugène Lemaire

### IIelégislature(1857-1863)
- Émile Bourrée de Corberon
- Charles Godard d'Aucour de Plancy
- Théodore Eugène Lemaire

### IIIelégislature(1863-1869)
- Émile Bourrée de Corberon
- Charles Godard d'Aucour de Plancy
- Théodore Eugène Lemaire décédé en 1865, remplacé par François-Sophie-Alexandre Barrillon

### IVelégislature(1869-1870)
- Charles Godard d'Aucour de Plancy
- François-Sophie-Alexandre Barrillon

## IIeRépublique
Élections au suffrage universel masculin à partir de 1848

### Assemblée nationale constituante (1848-1849)
- Pierre Sainte-Beuve
- Célestin Lagache
- Michel Nicolas Gérard
- Émile Leroux
- François-Sophie-Alexandre Barrillon
- Auguste de Mornay
- Donatien Marquis
- Jean Isaac Tondu du Metz
- Laurent Cyprien Flye
- Charles Desormes

### Assemblée nationale législative (1849-1851)
- Pierre Sainte-Beuve
- Charles Godard d'Aucour de Plancy
- Charles Philippe Henri de Noailles
- Michel Nicolas Gérard
- Émile Leroux
- François-Sophie-Alexandre Barrillon
- Auguste de Mornay
- Théodore Eugène Lemaire

## Chambre des députés (Monarchie de Juillet)

### IreLégislature(1830-1831)
- André Tronchon
- Adrien Le Vaillant de Bovent
- Charles de Montguyon
- Étienne Maurice Gérard
- Alexandre de La Rochefoucauld

### IIeLégislature(1831-1834)
- Auguste de Mornay
- Léon-Victorin Legrand
- Jean-Charles-Gabriel Danse
- Étienne Maurice Gérard remplacé en 1832 par Théodore Eugène Lemaire
- André Tronchon

### IIIeLégislature(1834-1837)
- Auguste de Mornay
- Léon-Victorin Legrand
- Jean-Charles-Gabriel Danse
- Théodore Eugène Lemaire
- André Tronchon

### IVeLégislature(1837-1839)
- François-Sophie-Alexandre Barrillon
- Auguste de Mornay
- Léon-Victorin Legrand
- Jean-Charles-Gabriel Danse
- Théodore Eugène Lemaire

### VeLégislature(1839-1842)
- Henri des Acres de L'Aigle
- Auguste de Mornay
- Léon-Victorin Legrand
- Jean-Charles-Gabriel Danse
- Théodore Eugène Lemaire

### VIeLégislature(1842-1846)
- François-Sophie-Alexandre Barrillon
- Auguste de Mornay
- Léon-Victorin Legrand
- Donatien Marquis
- Théodore Eugène Lemaire

### VIIeLégislature(17/08/1846-24/02/1848)
- Henri des Acres de L'Aigle
- Auguste de Mornay
- Léon-Victorin Legrand
- Donatien Marquis
- Théodore Eugène Lemaire

## Chambre des députés des départements (2eRestauration)

### VeLégislature(23 juin 1830-28 juillet 1830)
| Nom                                                          | Circonscription               | Date d'élection complémentaireRaison | Date de fin de mandat anticipéeRaison | Étiquette/Parti        |
| ------------------------------------------------------------ | ----------------------------- | ------------------------------------ | ------------------------------------- | ---------------------- |
| Gaspard-Marie-Victor de Choiseul d'Aillecourt (1779-1854)    | Collège de département        |                                      | 15 août 1830 (Démission)              | Droite                 |
| Maurice Étienne Gérard (1773-1852)                           | 3e arrondissement (Clermont)  |                                      |                                       | Minorité libérale      |
| Alexandre-François de La Rochefoucauld-Liancourt (1767-1841) | Collège de département        |                                      |                                       | Centre gauche          |
| Adrien Louis Mathieu Levaillant de Bovant (1777-1859)        | 1er arrondissement (Beauvais) |                                      |                                       | Majorité ministérielle |
| Charles Gustave Hardouin de Montguyon (1775-1847)            | Grand collège                 |                                      |                                       | Majorité conservatrice |
| André Tronchon (1781-1846)                                   | 2e arrondissement (Compiègne) |                                      |                                       | Centre gauche          |

### IVelégislature(1828-1830)
| Nom                                                          | Circonscription               | Date d'élection complémentaireRaison                                   | Date de fin de mandat anticipéeRaison                                                              | Étiquette/Parti        |
| ------------------------------------------------------------ | ----------------------------- | ---------------------------------------------------------------------- | -------------------------------------------------------------------------------------------------- | ---------------------- |
| Henri-Simon Boulard (né en 1783)                             | Collège de département        |                                                                        | | Majorité ministérielle |
| Gaspard-Marie-Victor de Choiseul d'Aillecourt (1779-1854)    |                               |                                                                        | | Droite                 |
| Maurice Étienne Gérard (1773-1852)                           | 3e arrondissement (Clermont)  |                                                                        | Opte pour le 3e arrondissement de la Dordogne (Bergerac) (Remplacé par La Rochefoucauld-Liancourt) | Minorité libérale      |
| Augustin-Louis-Victor des Acres de L'Aigle (1766-1867)       | Collège de département        |                                                                        | | Droite                 |
| Alexandre-François de La Rochefoucauld-Liancourt (1767-1841) |                               | 21 avril 1828 (En remplacement de Gérard qui avait opté pour Bergerac) | | Centre gauche          |
| Adrien Louis Mathieu Levaillant de Bovant (1777-1859)        | 1er arrondissement (Beauvais) |                                                                        | | Majorité ministérielle |
| Nicolas Charles Tronchon (1759-1828)                         | 2e arrondissement (Compiègne) |                                                                        | 7 novembre 1828 ✝ (Remplacé par son fils)                                                          | Gauche                 |
| André Tronchon (1781-1846)                                   | 2e arrondissement (Compiègne) | 12 janvier 1829 (En remplacement de son père décédé)                   | | Majorité ministérielle |

### IIIelégislature(1824-1827)
- Henri-Simon Boulard
- Antoine-Claude-Jean Cavé d'Haudicourt
- Augustin-Louis-Victor des Acres de L'Aigle
- Durand Borel de Brétizel
- André Jacques Auguste du Pille

### IIelégislature(1816-1823)
| Nom                                                          | Circonscription                                       | Date d'élection complémentaireRaison | Date de fin de mandat anticipéeRaison | Étiquette/Parti             |
| ------------------------------------------------------------ | ----------------------------------------------------- | ------------------------------------ | ------------------------------------- | --------------------------- |
| Durand Borel de Brétizel (1764-1839)                         | Collège de département                                | 20 septembre 1817 16 mai 1822        |                                       | Majorité ministérielle      |
| Jean-Charles Danse-Renault (1761-1831)                       | 1er arrondissement (Beauvais)                         | 9 mai 1822                           |                                       | Royalistes constitutionnels |
| Louis Étienne François Héricart-Ferrand de Thury (1776-1854) | Collège de département                                | 13 novembre 1820                     |                                       | Majorité ministérielle      |
| Louis Florian Paul de Kergorlay (1769-1856)                  | Collège de département                                | 13 novembre 1820 16 mai 1822         |                                       | Extrême droite              |
| François XIII de La Rochefoucauld-Liancourt (1765-1848)      | Grand collège                                         |                                      |                                       |                             |
| Alexandre-François de La Rochefoucauld-Liancourt (1767-1841) | 3e arrondissement (Senlis)                            | 9 mai 1822                           |                                       | Centre gauche               |
| Pierre Georges Marie de Nully d'Hécourt (1764-1839)          |                                                       | 20 septembre 1817                    |                                       | Centre gauche               |
| Nicolas Charles Tronchon (1759-1828)                         | Grand collège de l'Oise 2e arrondissement (Compiègne) | 20 septembre 1817 9 mai 1822         |                                       | Gauche                      |

### Irelégislature(1815–1816)
- Louis Joseph Alexis de Noailles
- Louis-Étienne Héricart de Thury
- Florian de Kergorlay
- André Joseph Bayard de Plainville
- Jacques-François de Lancry

## Chambre des représentants (Cent-Jours)
| Nom                                                                   | Circonscription                   | Date d'élection | Date de fin de mandat | Étiquette/Parti |
| --------------------------------------------------------------------- | --------------------------------- | --------------- | --------------------- | --------------- |
| René Claude Cressonnier (1765-1841)                                   | Arrondissement de Beauvais        | 10 mai 1815     | 13 juillet 1815       |                 |
| Luc Jacques Edouard Dauchy (1757-1817)                                | Collège de département            | 10 mai 1815     | 13 juillet 1815       | Majorité        |
| Pierre Marie Desmaret (1764-1832)                                     | Arrondissement de Compiègne       | 9 mai 1815      | 13 juillet 1815       |                 |
| François Alexandre Frédéric de La Rochefoucauld-Liancourt (1747-1827) | Arrondissement de Clermont (Oise) | 9 mai 1815      | 13 juillet 1815       | Modéré          |
| Pierre Georges Marie de Nully d'Hécourt (1764-1839)                   | Grand collège de l'Oise           | 10 mai 1815     | 13 juillet 1815       |                 |
| Nicolas Charles Tronchon (1759-1828)                                  | Grand collège de l'Oise           | 10 mai 1815     | 13 juillet 1815       | Majorité        |

## Chambre des députés des départements (1reRestauration)
| Nom                                              | Date Début de mandat | Date Fin de mandat | Étiquette/Parti |
| ------------------------------------------------ | -------------------- | ------------------ | --------------- |
| Alexandre François Louis de Girardin (1767-1848) | 4 juin 1814          | 20 mars 1815       |                 |
| François La Rochefoucauld-Liancourt (1765-1848)  | 4 juin 1814          | 20 mars 1815       |                 |
| Antoine Lemaire-Darion (1759-1833)               | 4 juin 1814          | 20 mars 1815       |                 |

## Corps législatif(1799-1814)
| Nom                                              | Candidat (Date) | Nomination par le Sénat conservateur (Date)               | Fin de mandat (Date) | Étiquette/Parti |
| ------------------------------------------------ | --------------- | --------------------------------------------------------- | -------------------- | --------------- |
| Antoine Delamarre (1756-1824)                    |                 | 4 nivôse an VIII 25 décembre 1799                         | 1803                 |                 |
| Jean-Baptiste Hilarion Dubourg (1749-1840)       |                 | 4 nivôse an VIII 25 décembre 1799                         | 1803                 |                 |
| Alexandre François Louis de Girardin (1767-1848) |                 | 8 frimaire an XII 30 novembre 1803 Confirmé le 2 mai 1809 | 4 juin 1814          | Bonapartiste    |
| Pierre Juéry (1752-1839)                         |                 | 8 frimaire an XII 30 novembre 1803                        | 4 juin 1814          | Bonapartiste    |
| François La Rochefoucauld-Liancourt (1765-1848)  | 1804            | 2 mai 1809                                                | 1813                 |                 |
| Charles François Leblanc (1760-1807)             |                 | 4 nivôse an VIII 25 décembre 1799                         | 1803                 |                 |
| Antoine Lemaire-Darion (1759-1833)               |                 | 8 frimaire an XII 30 novembre 1803 Confirmé le 2 mai 1809 | 1811                 | Majorité        |
| Adrien Jean Alexandre Lucy (1753-1824)           |                 | 2 vendémiaire an XIV 24 septembre 1805                    | 4 juin 1814          |                 |
| Antoine Louis-Michel Sahuc (1755-1813)           |                 | 1808                                                      | 1812                 | Bonapartiste    |

## Conseil des Cinq-Cents(1795-1799)
| Nom                                                | Date(s) d'élection(s)                  | Date de fin de mandat | Étiquette/Parti |
| -------------------------------------------------- | -------------------------------------- | --------------------- | --------------- |
| Antoine-Augustin Auger (1761-1836)                 | 4 brumaire an IV                       | 15 juin 1797          | Gauche          |
| André Joseph Bayard de Plainville (1754-1820)      | 23 germinal an V                       | 4 septembre 1797      | Clichyens       |
| Pierre Louis Bentabole (1753-1798)                 | 23 vendémiaire an IV                   | 22 avril 1798 ✝       | Modérés         |
| François Simon Bézard (1760-1849)                  | 24 vendémiaire an IV                   | 26 décembre 1799      | Gauche          |
| Durand Borel de Brétizel (1764-1839)               | 25 vendémiaire an IV                   | 26 décembre 1799      | Modérés         |
| François Louis Bourdon de l'Oise (1758-1798)       | 4 brumaire an IV                       | 4 septembre 1797      | Gauche          |
| Nicolas Joseph Bucquet                             | 26 germinal an VII                     | 26 décembre 1799      |                 |
| Jean-Pierre Danjou (1760-1832)                     | 24 germinal an VI                      | 26 décembre 1799      |                 |
| Luc Jacques Edouard Dauchy (1757-1817)             | 25 vendémiaire an IV                   | 26 décembre 1799      | Clichyens       |
| Étienne-Marie Delahante (1743-1829)                | 23 germinal an V                       | an VII                | Bonapartiste    |
| Antoine Delamarre (1756-1824)                      | 22 vendémiaire an IV                   | 20 mai 1797           | Modérés         |
| Adrien Jean Louis Dufresnoy (1747-1832)            | 29 vendémiaire an IV                   | 26 décembre 1799      |                 |
| Charles François Leblanc (1760-1807)               | 26 germinal an VII                     | 26 décembre 1799      | Droite          |
| Jean-Baptiste Charles Mathieu-Mirampal (1763-1833) | 22 vendémiaire an IV 25 germinal an VI | 26 décembre 1799      | Bonapartiste    |

## Convention nationale(1792-1795)
12 députés et 5 suppléants

### Députés
1. Jacques-Michel Coupé, curé de Sermaize, ancien député à la Législative. Exclu après le 31 mai 1793 ; est rappelé le 18 frimaire an III (8 décembre 1794).
2. Étienne Nicolas de Calon, officier du génie, ancien député à la Législative.
3. Jean-Baptiste Massieu, évêque du département, ancien Constituant. Est décrété d'arrestation le 22 thermidor an III (9 août 1795) ; est ensuite amnistié.
4. Charles de Villette propriétaire à Clermont. Meurt le 10 juillet 1793 ; est remplacé par Auger le 19 août 1793.
5. Jean-Baptiste Charles Matthieu, juge à Paris.
6. Jean-Baptiste Cloots (Jean-Baptiste-Anacharsis). Est élu dans l'Oise et en Saône-et-Loire. Est exclu comme étranger et remplacer par Danjou le 29 pluviôse an II (17 février 1794); est guillotiné le 4 germinal an II (24 mars 1794).
7. Louis-François Portiez, homme de loi à Beauvais.
8. Charles-François-Marie Godéfroy, administrateur du district de Breteuil. Est exclu après le 31 mai 1793 ; rentre à la Convention après le 18 frimaire an III (8 décembre 1794) : meurt avant la fin de la session.
9. Thomas Paine, élu dans l'Oise et le Pas-de-Calais, opte pour le Pas-de-Calais. Est remplacé par Bezard.
10. Jacques Isoré, cultivateur, président du district de Clermont.
11. Antoine Delamarre, administrateur du département. Est exclu après le 31 mai 1793 :est rappelé le 18 frimaire ab III (8 décembre 1794).
12. François-Louis Bourdon, substitut de la commune de Paris.

### Suppléants
1. François Siméon Bézard, chef de légion du district de Clermont. Remplace Paine qui a opté pour le Pas-de-Calais.
2. Antoine-Augustin Auger, administrateur du district de Chaumont. Remplace Villette le 19 août 1793.
3. Jean-Pierre Danjou, procureur syndic du district de Beauvais. Remplace Cloots le 29 pluviôse an II (17 février 1794).
4. Bertrand (Louis-Jacques-François de Paule), électeur de Compiègne. N'a pas siégé.
5. Lefebvre. Est nommé suppléant dans une assemblée électorale particulière, pour remplacer Bezard. N'a pas siégé.

## Assemblée législative (1791-1792)
12 députés et 4 suppléants

### Députés
1. Nicolas Charles Tronchon, cultivateur à Fosse-Martin, administrateur du département.
2. Louis Stanislas de Girardin, président de l'administration du département.
3. Jean Le Caron de Mazencourt, commandant de la garde nationale de Compiègne.
4. Adrien Jean Alexandre Lucy, membre du directoire du département.
5. Jacques-Michel Coupé, curé de Sermaize, président du district de Noyon.
6. Étienne Nicolas de Calon, officier de l'état major de l'armée, membre du conseil du département.
7. Jean Charles Thibaut, cultivateur, membre du directoire du département.
8. Pierre Étienne Nicolas Germer Dubout, bourgeois à Beauvais.
9. François Hainsselin, procureur-syndic du district de Clermont.
10. Jean-Pierre Viquesnel-Delaunay, propriétaire au Mello, vice-président du district de Senlis.
11. Louis Joseph Marie Achille Goujon, procureur-syndic du district de Beauvais.
12. Pierre Juéry, de Creil, membre du directoire du département.

### Suppléants
1. Robinet (François), procureur-syndic du district de Crépy.
2. D'Hardivilliers (Antoine), cultivateur à Vendeuil, membre du conseil du district de Breteuil.
3. Danserville (Michel), membre du directoire du département.
4. Dechangy (Joachim Félix Léon Blanchard), président du district de Beauvais.